# Аси-Гонья
Аси-Гонья (греч. Ασή Γωνιά) — деревня в Греции, на острове Крит. В административном отношении входит в состав общины (дима) Апокоронас периферийной единицы Ханья периферии Крит.

## География
Деревня находится в западной части острова, в пределах восточной оконечности горного хребта Лефка-Ори, на расстоянии примерно 74 километров (по прямой) к западо-юго-западу от города Ираклион, административного центра периферии. Абсолютная высота — 403 метра над уровнем моря.

## Климат
Климат характеризуется как средиземноморский, с жарким летом (Csa  в классификации климатов Кёппена). Среднегодовая температура воздуха составляет 17,1 °C. Средняя температура самого холодного месяца (января) составляет 10,3 °С, самого жаркого месяца (августа) — 24,8 °С. Расчётная многолетняя норма осадков — 862 мм. Наибольшее количество осадков выпадает в период с октября по март.

## Население
По данным 2011 года численность населения деревни составляла 527 человек.
| Год  | Население, человек |
| ---- | ------------------ |
| 1913 | 569                |
| 1928 | 506                |
| 1940 | 614                |
| 1951 | 593                |
| 1961 | 662                |
| 1971 | 585                |
| 1981 | 508                |
| 1991 | 526                |
| 2001 | 586                |
| 2011 | 527                |

## Транспорт
Ближайший аэропорт — Иоаннис Даскалояннис.